# 金忠顯
金忠顯（朝鮮文：김충현，1921年4月2日——2006年11月19日）號一中，出生於韓國首爾，韓國知名書法家，擅長漢字隸書和諺文版本體，有曹全碑書風。曾經為韓國歷史和現代重要人物題字，例如死六臣、尹奉吉和金九等。

## 外部連結
- 金忠顯簡介[永久]